# Јужноафричка Република на Светском првенству у атлетици на отвореном 2011.
Јужноафричка Република је учествовала на 13. Светском првенству у атлетици на отвореном 2011. одржаном у Тегу од 27. августа до 4. септембра десети пут. Репрезентацију Јужноафричке Републике представљало је 32 такмичара (24 мушкараца и 8 жена) који су се такмичили у 20 дисциплине (15 мушких и 5 женских).,
На овом првенству Јужноафричка Република је по броју освојених медаља заузела 8. место са четири освојене медаље (једна златна, две сребрне и једна бронзана). Поред тога постављен је један континентални, национални и лични рекорд и 3 рекорда сезоне.
У табели успешности према броју и пласману такмичара који су учествовали у финалним такмичењима (првих 8 такмичара) Јужноафричка Република је са 6 учесника у финалу била 13. са 36 бодова.
| Плас. | Земља                  | 1. место | 2. место | 3. место | 4. место | 5. место | 6. место | 7. место | 8. место | Бр. финал. | Бод. |
| ----- | ---------------------- | -------- | -------- | -------- | -------- | -------- | -------- | -------- | -------- | ---------- | ---- |
| 13.   | Јужноафричка Република | 1        | 2        | 1        | 0        | 2        | 0        | 0        | 0        | 6          | 36   |

## Учесници
| Мушкарци: - Симон Магакве — 100 м - Тусо Мпуанг — 200 м, 4х100 м - Лебоганг Моенг — 200 м - Оскар Писторијус — 400 м, 4х400 м - Елрој Џелант — 5.000 м - Стефан Мокока — 10.000 м - Кулбој Нгамоле — Маратон - Модике Лаки Мохале — Маратон - Дејвид Нгакане — Маратон - Лихан Фурије — 110 м препоне - Луис Јакоб ван Зил — 400 м препоне, 4х400 м - Корнел Фредерикс — 400 м препоне - Рубен Рамолефи — 3.000 м препреке - Хенс Дрејер — 4х100 м - Офенсе Могаване — 4х100 м, 4х400 м - Роско Енџел — 4х100 м - Хенс Дрејер — 4х100 м - Шејн Виктор — 4х400 м - Вилем де Бер — 4х400 м - Луво Мањонга — Скок удаљ - Годфри Хотсо Мокоена — Скок удаљ - Тумело Тагане — Троскок - Џон Роберт Остхуизен — Бацање копља - Виљем Коерцен — Десетобој | Жене: - Кастер Семења — 800 м - Рене Калмер — Маратон - Annerien Van Schalkwyk — Маратон - Танит Максвел — Маратон - Wenda Theron — 400 м препоне - Симоне ди Тоа — Бацање кугле - Сунет Вилјун — Бацање копља - Жистин Робесон — Бацање копља |  |

## Освајачи медаља (4)

### Злато (1)
- Кастер Семења — 800 м

### Сребро (1)
- Шејн Виктор, Офенсе Могаване, 
 Вилем де Бер, Луис Јакоб ван Зил — штафета 4 х 400 м

### Бронза (2)
- Луис Јакоб ван Зил — 400 м препоне
- Сунет Вилјун — Бацање копља

## Резултати

### Мушкарци
| Атлетичар                                                                    | Дисциплина    | Лични рекорд | Квалификације     | Квалификације     | Полуфинале            | Полуфинале            | Финале                | Финале       | Детаљи |
| Атлетичар                                                                    | Дисциплина    | Лични рекорд | Резултат          | Место             | Резултат              | Место                 | Резултат              | Место        | Детаљи |
| ---------------------------------------------------------------------------- | ------------- | ------------ | ----------------- | ----------------- | --------------------- | --------------------- | --------------------- | ------------ | ------ |
| Симон Магакве                                                                | 100 м         | 10,14        | 10,53             | 4. у гр. 6        | Нису се квалификовали | Нису се квалификовали | Нису се квалификовали | 32 / 71 (75) |        |
| Тусо Мпуанг                                                                  | 100 м         | 20,53        | 10,38             | 6. у гр. 6        | Нису се квалификовали | Нису се квалификовали | Нису се квалификовали | 37 / 53 (54) |        |
| Лебоганг Моенг                                                               | 100 м         | 20,58        | 21,09             | 5. у гр. 4        | Нису се квалификовали | Нису се квалификовали | Нису се квалификовали | 38 / 53 (54) |        |
| Оскар Писторијус                                                             | 400 м         | 45,07        | 45,39 КВ          | 3. у гр. 5        | 46,19                 | 8. у гр. 3            | Нису се квалификовали | 22 / 36 (39) |        |
| Елрој Џелант                                                                 | 5.000 м       | 13:25.09     | 13:48,33          | 10. у гр. 2       |                       |                       | Нису се квалификовали | 19 / 35 (41) |        |
| Стефан Мокока                                                                | 10.000 м      | 27:56,18     |                   |                   |                       |                       | 28:51,97              | 13 / 16 (20) |        |
| Кулбој Нгамоле                                                               | Маратон       | 2:14:29      | 2:30:01           | 46 / 51 (67)      |                       |                       |                       |              |        |
| Модике Лаки Мохале                                                           | Маратон       | 2:13:35      | 2:38:22 ЛРС       | 50 / 51 (67)      |                       |                       |                       |              |        |
| Дејвид Нгакане                                                               | Маратон       | 2:15:31      | Није завршио трку | Није завршио трку |                       |                       |                       |              |        |
| Лихан Фурије                                                                 | 110 м препоне | 13,44        | 13,86             | 7. у гр. 3        | Није се квалификовао  | Није се квалификовао  | Није се квалификовао  | 27 / 32      |        |
| Луис Јакоб ван Зил                                                           | 400 м препоне | 47,66 НР     | 48,58 КВ          | 1. у гр. 2        | 48,85 КВ              | 2 у гр. 3             | 48,80                 |              |        |
| Корнел Фредерикс                                                             | 400 м препоне | 48.14        | 48,52 КВ          | 2. у гр. 1        | 48,83 КВ              | 2. у гр. 1            | 49,12                 | 5 / 34       |        |
| Хенс Дрејер Офенсе Могаване Роско Енџел Тусо Мпуанг                          | 4 х 100 м     | 38,47 НР     | 38,72             | 5. у гр. 3        |                       |                       | Нису се квалификовали | 11 / 18 (23) |        |
| Шејн Виктор Офенсе Могаване Вилем де Бер Луис Јакоб ван Зил Оскар Писторијус | 4 х 400 м     | 3:00,20 НР   | 2:59,21 КВ, НР    | 3. у гр. 1        | 2:59,87               |                       |                       |              |        |
| Луво Мањонга                                                                 | Скок удаљ     | 8,26         | 8,04 кв           | 5. у гр. Б        | 8,10                  | 7 /28 (29)            |                       |              |        |
| Годфри Хотсо Мокоена                                                         | Скок удаљ     | 8,50 НР      | 8,00              | 9. у гр. А        | Није се квалификовао  | 17 /28 (29)           |                       |              |        |
| Тумело Тагане                                                                | Троскок       | 17,09        | Без пласмана      | Без пласмана      | Није се квалификовао  | Није се квалификовао  |                       |              |        |
| Џон Роберт Остхојзен                                                         | Бацање копља  | 81,07        | 73,14             | 16. у гр. А       | Ниje се квалификоваo  | 31 / 36 (37)          |                       |              |        |

#### Десетобој
| Дисциплина    | Виљем Коерцен | Виљем Коерцен | Виљем Коерцен | Виљем Коерцен | Виљем Коерцен | Виљем Коерцен |
| Дисциплина    | Лич. рек.     | Резултат      | Бод.          | Плас.         | Укупно        | Плас.         |
| ------------- | ------------- | ------------- | ------------- | ------------- | ------------- | ------------- |
| 100 м         | 10,89         | 11,16         | 825           | 20.           | 825           | 20.           |
| Скок удаљ     | 7,58          | 7,37 ЛРС      | 903           | 9.            | 1.728         | 15.           |
| Бацање кугле  | 14,08         | 13,48         | 697           | 23.           | 2.425         | 21.           |
| Скок увис     | 2,05          | 2,02          | 822           | 7.            | 3.247         | 14.           |
| 400 м         | 48,63         | 49,20         | 852           | 9.            | 4.099         | 14.           |
| 110 м препоне | 14.26         | 14,48         | 913           | 10.           | 5.012         | 13.           |
| Бацање диска  | 42,73         | 43,13 ЛР      | 728           | 19.           | 5.740         | 15.           |
| Скок мотком   | 4.60          | БП            | 0             |               | 5.740         | 22.           |
| Бацање копља  | 66,70         | НС            |               |               |               |               |
| 1.500 м       | 4:26,07       |               |               |               |               |               |
| Десетобој     | 8.146         |               |               |               |               | НЗ            |

### Жене
| Атлетичарка            | Дисциплина    | Лични рекорд | Квалификације   | Квалификације   | Полуфинале            | Полуфинале | Финале                | Финале       | Детаљи |
| Атлетичарка            | Дисциплина    | Лични рекорд | Резултат        | Место           | Резултат              | Место      | Резултат              | Место        | Детаљи |
| ---------------------- | ------------- | ------------ | --------------- | --------------- | --------------------- | ---------- | --------------------- | ------------ | ------ |
| Кастер Семења          | 800 м         | 1:55,45 НР   | 2:01,01 КВ      | 1. у гр. 4      | 1:58,07 КВ, ЛРС       | 1. у гр. 3 | 1:56,35 ЛРС           |              |        |
| Рене Калмер            | Маратон       | 2:34:47      |                 |                 |                       |            | 2:38:16               | 30 / 44 (55) |        |
| Annerien van Schalkwyk | Маратон       | 2:35:32      | 2:43:59 ЛРС     | 35 / 44 (55)    |                       |            |                       |              |        |
| Танит Максвел          | Маратон       | 2:32:33      | Није стартовала | Није стартовала |                       |            |                       |              |        |
| Венда Терон            | 400 м препоне | 56,45        | 56,13 КВ, ЛР    | 3. у гр. 5      | 57,06                 | 8. у гр. 2 | Нису се квалификовале | 23 / 38      |        |
| Симоне ди Тоа          | Бацање кугле  | 17,49        | 15,83           | 11. у гр. Б     |                       |            | Нису се квалификовале | 22 / 23 (25) |        |
| Сунет Вилјун           | Бацање копља  | 66,47 НР     | 65,34           | 1. у гр. Б      | 68,38 АФР, НР, ЛР     |            |                       |              |        |
| Жистин Робесон         | Бацање копља  | 63,49        | 58,08           | 9. у гр. А      | Није се квалификовала | 19/ 28     |                       |              |        |